# お墓に泊まろう!
『お墓に泊まろう!』（おはかにとまろう）は、2010年の日本映画。

## 概要
第2回沖縄国際映画祭・長編プログラム Laugh部門の出品作品。制作はテレビ東京と吉本興業で、テレビ東京のバラエティ番組『田舎に泊まろう!』のセルフパロディ作品である。監督もテレビ東京で『やりすぎコージー』『モヤモヤさまぁ〜ず2』などのプロデューサーを務めてきた伊藤隆行が担当したほか、キャストも島田昌幸社長（当時）を始め、テレビ東京の実在の人物の名前を使用したものが多数登場する。
劇場公開は2010年8月1日。吉本興業では同時期に沖縄国際映画祭に出品された長編映画6作品を順次全国上映する「YOSHIMOTO Laugh&Peace ムービーフェスタ」の開催を予定しており、本作品もその一つとなる。
テレビ東京では2010年の年末を目処にテレビ放映を予定していたものの、実際にテレビ東京で放送されたのは2012年1月3日26:30 - 28:00(JST)だった。

## あらすじ
2011年、地上デジタル放送への完全移行完了後間もなく、なんとテレビ東京が倒産してしまう。倒産した会社はなぜか葬儀屋に買収されるが、放送はわずか1日3時間まで減らされ、社員は葬儀屋の手伝いに駆り出される始末。そんな中かつてのテレ東社長・島田昌幸が急逝。島田は「世界一くだらない葬儀にしてくれ」という遺書を残しており、新入社員の今井らはその願いを叶えるべく奮闘することになるが…。

## キャスト
- 今井豪 - 金田哲（はんにゃ）
- 伊藤隆行 - 河本準一（次長課長）
- 桜井卓也 - 大鶴義丹
- 川口尚宏 - 川田広樹（ガレッジセール）
- 小高亮 - 野間口徹
- 星俊一 - 大鶴義丹
- 露木寛子 - 杉原杏璃
- 島田昌幸 - 松方弘樹
- 徳井義実（チュートリアル）
- 川島邦裕（野性爆弾）
- 原西孝幸（FUJIWARA）
- 日野美歌
- 中田敦彦（オリエンタルラジオ）
- 伊藤明賢
- 大橋未歩（当時テレビ東京アナウンサー）